# سلور مرجاني
سمكة السلور المرجاني (بالإنجليزية: Eeltail catfish) هي من فصيلة السلوريات وتتميز بذيولها الممدودة بطريقة تشبه ثعبان البحر، وهذه الأسماك تعيش في المحيط الهندي وغرب المحيط الهادي من اليابان إلى أستراليا وفيجي. الفصيلة تضم 35 نوعا في 10 أجناس، ما يقرب من نصف الأنواع تعيش في المياه العذبة ، في مناطق مثل أستراليا وغينيا الجديدة.

## الوصف
- هذه الأسماك تشبه في هيئتها ثعبان البحر خصوصا في الذيل، معظم الأنواع لديها أربعة أزواج من الزعانف. الزعنفة الدهنية غير موجودة. ويتم تشكيل زعنفة الذيل من اندماج الزعنفة الظهرية الثانية وزعنفة الذيل وزعنفة الشرج، لتشكل زعنفة واحدة مستمرة.
- تتغذى دائما من أرضية القاع على العوالق النباتية والحيوانية.

## قائمة الأجناس
- Anodontiglanis
- Cnidoglanis
- Euristhmus
- Neosiluroides
- Neosilurus
- Oloplotosus
- Paraplotosus
- Plotosus
- Porochilus
- Tandanus